# M65原子炮
M65原子炮（M65 atomic cannon），通常被称为"原子安妮"（Atomic Annie）， 是由美国制造的能够发射的核弹头的牵引火炮。它于1950年代早期，即冷战初期开始研制，并在1953年部署在欧洲和韩国。

## 历史
皮卡汀尼兵工厂在1949年接到了要求制造一门具有核能力的火炮的任务。工程师罗伯特·施瓦茨的初步设计是将240毫米炮弹做大（后来成为兵工厂中最大的炮弹），并用德国K5列車砲作为发射载体。名字“原子安妮”可能来自于对德国K5炮的昵称“安齐奥·安妮（Anzio Annie）”，它被制造出来抵抗美军在意大利的登陆。这个设计得到了五角大楼的批准，并得到了军械研究和发展部门的弹道部门主管塞缪尔·弗尔特曼的大力支持。该项目进行得很快，花费了三年研发时间，并生产出一个示范模型参加德怀特·D·艾森豪威尔于1953年1月的首次阅兵。

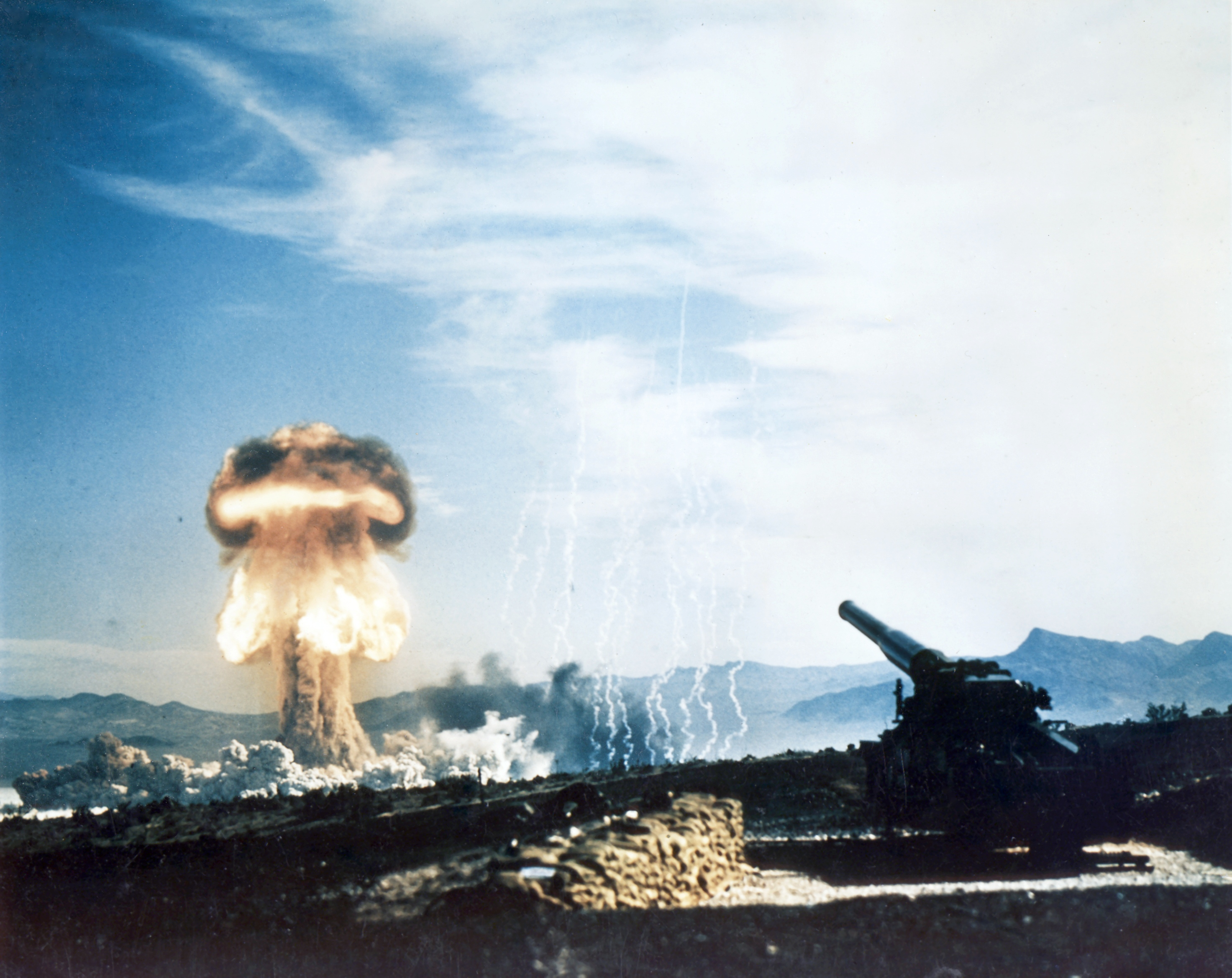
原子炮和爆炸引起的蘑菇云（结果-节孔行动，伽堡测试）

原子炮由两辆专门设计的牵引车运输，两辆牵引车都能像消防車一样独立转向。牵引车的额定功率为375匹马力，这种略显笨拙的组合可以达到每小时35英里（56.3km）的速度，并在28英尺（8.5m）宽的铺砌道路上进行直角转弯。原子炮能在15分钟内完成发射准备，并在15分钟内回到运输状态。
1953年5月25日上午8点30分，原子炮在内华达试验场(具体位置为法国人平台基地)进行试验，作为结果-节孔行动系列核试验的一部分。其测试代号为"伽堡"（Grable）。美國參謀長聯席會議主席，海军上将亞瑟·雷德福和美国国防部长查理·厄文·威爾遜出席了试验。它成功产生了15千吨级的核爆（使用W9核弹头），爆炸半径7英里（11.3km）。这是第一个也是唯一一个使用火炮释放的核弹头。(小家伙行动中美国测试了一发W54核弹头，但不是火炮发射。它使用了戴维·克罗克特武器系统。)
试验成功后，沃特夫利特兵工厂和沃特敦兵工厂生产了至少20门原子炮，每门价值800,000美元。它们被部署到欧洲和韩国，并经常转移以免被敌方发现。由于其过大的尺寸、有限的攻击范围，还有与现成的火炮兼容的核弹的研制（W48核弹头可用于155毫米炮，W33核弹头可用于203毫米炮），以及基于火箭弹和导弹的核弹头的发展（例如小约翰核火箭弹和诚实的约翰战术核导弹），M65在部署后不久就被废弃了，但它仍然是有威胁的武器，一直到1963年才退役。

## 留存下的产品
在生产出的20门M65中，至少有7门被保留下来并公开，包括最初的240毫米炮的原型体。它们大多数没有火炮牽引車。
- 美国陆军火炮博物馆，锡尔堡，奧克拉荷馬州(这是最初的“原子安妮”，它在试验现场发射了核弹，并在2010年被修复。[3]现在的牵引车是新的，用来替代那些1964年从德国博物馆回收时因事故而损坏的牵引车。[4])
- 美国陆军军械博物馆，阿伯丁，马里兰州（仍附有两个大型牵引车）
- 国家核科学与历史博物馆中，阿尔伯克基，新墨西哥州（有两个牵引车）
- 自由公园，章克申城，堪萨斯州
- 罗克岛军火库、纪念区，罗克岛，伊利诺斯州
- 弗吉尼亚州战争博物馆，纽波特纽斯，弗吉尼亚州，240毫米炮原型
- 沃特夫利特兵工厂博物馆，沃特夫利特兵工厂，瓦特弗利特，纽约州，它们都是在那里制造的
- 尤马试验场, 尤马，亚利桑那州

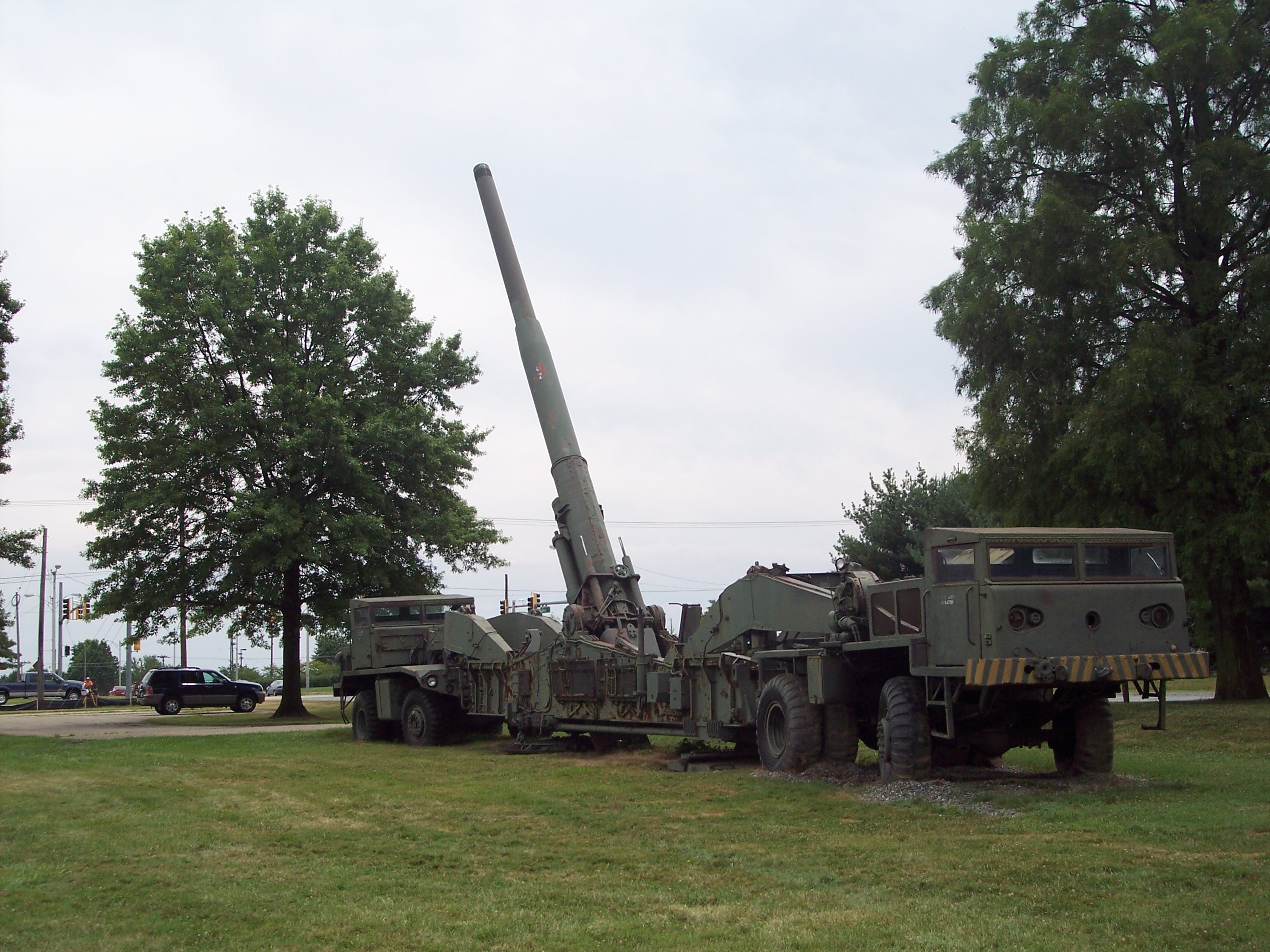
阿伯丁试验场的一门M65
- 1958年被部署在韩国（影片）
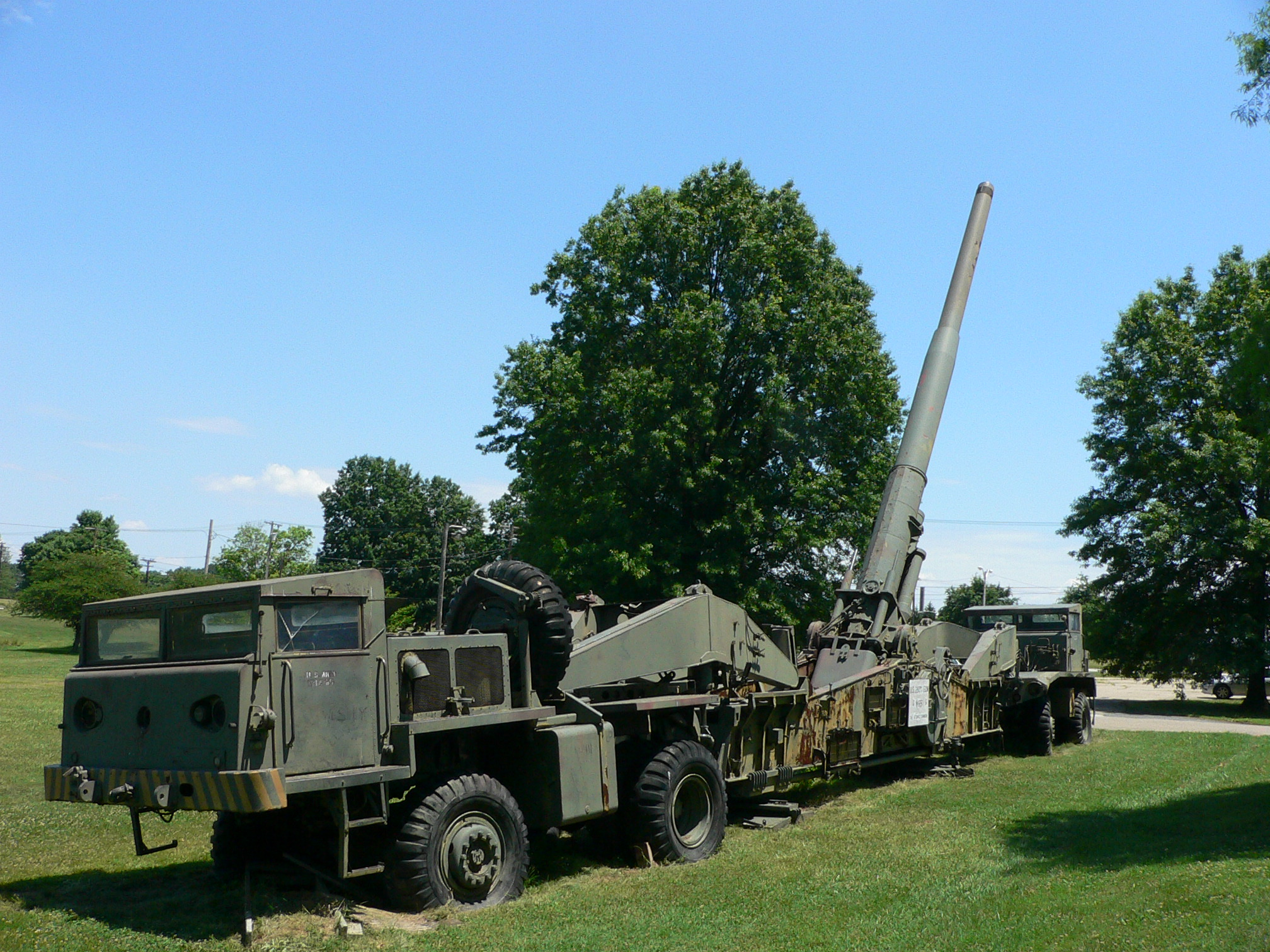
阿伯丁试验场的M65，从另一个角度拍摄
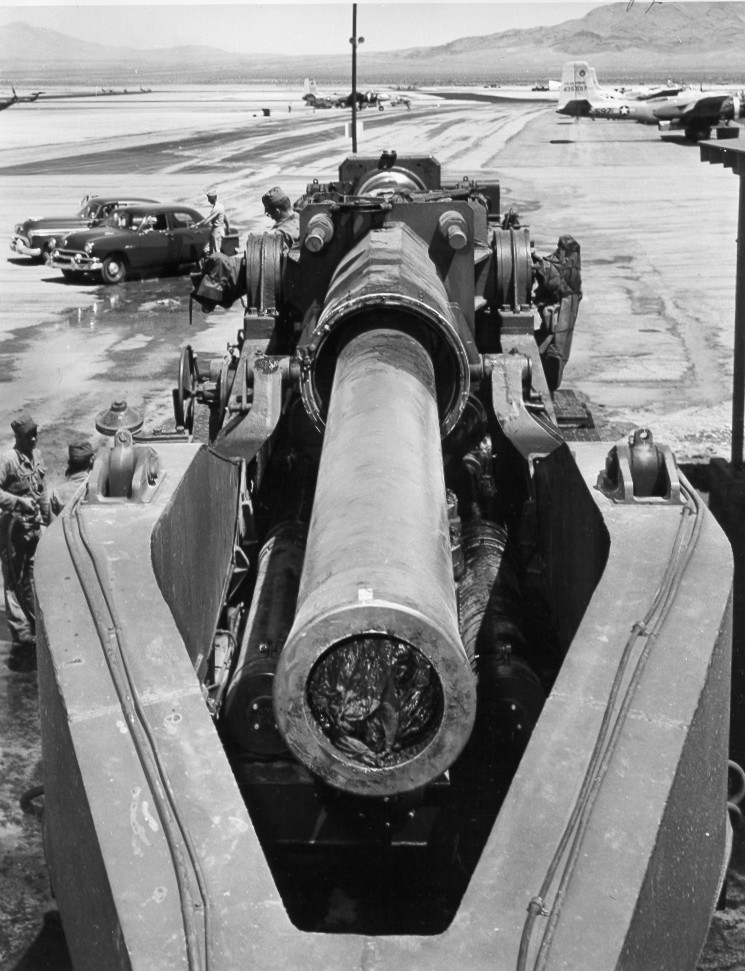
从牵引车前方拍摄